# Rances (Vaud)
Rances é uma comuna suíça do cantão de Vaud situado no Distrito do Jura-Nord vaudois.